# أمينة ودود
أمينة ودود (من مواليد 25 أيلول عام 1952) هي امرأة أميركية اعتنقت الإسلام، وتهتم بتفسير القرآن بصورة فلسفية، وأحيانًا مثيرة للجدل.

## الطفولة
ولدت ودود باسم ماري تيزلي لعائلة أمريكية من أصل أفريقي في بيثيسدا بولاية ميريلاند. كان والدها رئيس طائفة الميثودية المسيحية.
اعتنقت في عام 1972 الإسلام بينما كانت طالبة في جامعة بنسلفانيا، حيث درست فيها من عام 1970 وحتى عام 1975. غيرت اسمها رسميًا إلى أمينة ودود بعد ذلك بعامين.

## التعليم
تخرجت ودود في عام 1975 من جامعة بنسلفانيا بشهادة بكالوريوس في العلوم.
حصلت على درجة الماجستير في دراسات الشرق الأدنى ودرجة الدكتوراه في الدراسات العربية والإسلامية من جامعة ميتشغان في عام 1988. أمضت فترة في مصر بما في ذلك دراسة اللغة العربية بشكل متقدم في الجامعة الأمريكية في القاهرة، تخصصت بالدراسات القرآنية والتفسير الديني في جامعة القاهرة، والفلسفة في جامعة الأزهر.

## العمل
تشمل تخصصات بحوثها الجنس والدراسات القرآنية.
عملت كأستاذ مساعد في مجال الدراسات القرآنية في الجامعة الإسلامية العالمية الماليزية من عام 1989 وحتى عام 1992. نشرت أثناء وجودها هناك أطروحة حول القرآن والمرأة: تشمل إعادة قراءة النص المقدس (القرآن) من منظور المرأة، وشاركت في تأسيس منظمة غير حكومية تدعى أخوات في الإسلام. لا يزال الكتاب يستخدم من قبل هذه المنظمة غير الحكومية كنص أساسي للناشطين والأكاديميين، ولكنه محظور في دولة الإمارات العربية المتحدة.
قبلت ودود في عام 1992 منصب أستاذة للدين والفلسفة في جامعة فرجينيا كومونولث. تقاعدت في عام 2008 وتولّت منصب أستاذ خارجي في مركز الدراسات الثقافية والدينية المختلفة في جامعة غادجاه مادا في يوجاكارتا في إندونيسيا.
حاضرت ودود في الجامعات وكذلك في المنتديات الشعبية والحكومية وغير الحكومية في جميع أنحاء الولايات المتحدة والشرق الأوسط وجنوب شرق آسيا وأفريقيا وأوروبا.
تشمل مشاركاتها:
- الخطاب الرئيسي (الإسلام والعدل والجنس) في المؤتمر الدولي لعام 2008 بعنوان (فهم الصراعات: وجهات نظر الثقافات) الذي عُقد في جامعة آرهوس في الدنمارك.
- ورقة بعنوان (الإسلام وراء البطريركية من خلال التحليل القرآني الشامل) في مؤتمر بعنوان (مساواة: المساواة والعدالة في الأسرة) في عام 2009.
- المؤتمر الإقليمي للنهوض بالمساواة بين الجنسين وتمكين دور المرأة في المجتمعات المسلمة، برعاية صندوق الأمم المتحدة الإنمائي للمرأة (UNIFEM) والمركز الدولي للإسلام والتعددية (ICIP) في مدينة جاكرتا في إندونيسيا خلال شهر آذار من عام 2009.
- ورشة عمل حول (الشريعة وحقوق الإنسان) في جامعة بيرغن في النرويج في أواخر تشرين الثاني عام 2009.
- محاضرة عامة بعنوان (المرأة المسلمة والعدالة بين الجنسين: الأساليب والدوافع والوسائل) ضمن كلية الآداب في معهد آسيا في جامعة ملبورن في أستراليا في شباط من عام 2010.[6]
- محاضرة عن (التوحيد والتنمية الروحية للعمل الاجتماعي) في منظمة مسلمون من أجل القيم التقدمية (MPV)، ألقتها في مدرسة المحيط الهادئ للدين في بيركلي في ولاية كاليفورنيا في تموز عام 2011.

كما دعت ودود بشكل واسع إلى التعددية وقبول الآخر والمساواة كمؤيدة لحقوق المثليين.

## أحداث أثارت جدلا واسعا

### خطاب عام 1994
ألقت ودود خطبة صلاة الجمعة في آب عام 1994 في مسجد طريق كليرمونت الرئيسي في كيب تاون في جنوب أفريقيا. في ذلك الوقت لم يسمع العالم الإسلامي بهذه الخطبة. ولكن كانت هناك محاولات من قبل بعض المسلمين في ولاية فرجينيا لطردها من منصبها في [جامعة فرجينيا كومنولث.

### إمامة الصلاة في عام 2005
قررت ودود بعد أكثر من عقد من الزمن إمامة صلاة الجمعة لمجموعة مصلين في الولايات المتحدة خارقة بذلك القوانين والأعراف الإسلامية، حيث يُسمَح فقط للأئمّة الذكور بإمامة الصلاة في التجمعات المختلطة بين الجنسين. (مقالة المرأة والإمامة تناقش هذه القضية).
في يوم الجمعة 18 آذار عام 2005 ترأست ودود الصلاة كإمام لمجموعة تضم حوالي 60 امرأة و40 رجلًا جالسين معًا دون أي فصل بين الجنسين. قامت امرأة أخرى وهي سهيلة العطار بأداء الآذان. وقد دعمتها رابطة حرية المرأة المسلمة والتي تترأسها اسراء نعماني، وموقع استيقظ (WakeUp) الإسلامي، وأعضاء من الاتحاد الإسلامي التقدمي. وتجمع عدد قليل من المتظاهرين في الخارج ضد الصلاة.
وقد أُقيمت الصلاة في مبنى سينود والذي تملكه وتجاوره كاتدرائية القديس يوحنا الأسقفية على الجانب الشمالي الغربي من مدينة مانهاتن بعد أن رفضت ثلاثة مساجد استضافة الصلاة وسحب معرض سندارام طاغور عرضه بسبب تهديده بقنبلة.
قالت ودود أنها كانت تريد في البداية إقامة الصلاة في مكان محايد، ولكن بعد تهديدات القنبلة قررت إقامتها في الكنيسة ليس بهدف أن تلقي خطابًا هناك بل لأنها أرادت إقامة الصلاة في مكان مقدس. وقالت: (لا أريد تغيير المساجد الإسلامية. أريد أن أشجّع قلوب المسلمين على الاعتقاد بأنهم متساوون في طقوسهم العامة والخاصة والدينية).

### رد الفعل
أثارت إقامة الصلاة جدلًا مع ردود أفعال مختلفة من المجتمع الإسلامي. حضر أكثر من 100 رجل وامرأة الصلاة، وتظاهر حوالي 15 شخصًا خارج الكنيسة احتجاجًا.
قال الشيخ يوسف القرضاوي من قطر أن المرأة تستطيع أن تَأُمَّ نساء أخريات وحتى أطفالها الصغار في الصلاة، لكنها لا تستطيع أن تَأُمَّ مجموعة مختلطة من المصلين تشمل ذكورًا غير محارم.
انتقد الشيخ سيد طنطاوي من جامع الأزهر بالقاهرة الصلاة في جريدة الأهرام المصرية قائلًا: (عندما تَأُمُّ المرأة الرجال في الصلاة فلا يجوز للرجال في هذه الحالة النظر إلى جسدها الذي أمامهم).
أيّد بعض الأكاديميين المسلمين ودود حيث قال الأكاديمي المصري جمال البنا أن ما فعلته كان مدعومًا بمصادر إسلامية. كما قالت الكاتبة والأستاذة بجامعة هارفرد ليلى أحمد أن ودود سلطت الضوء على قضية المرأة في الإسلام. وصف العالِم الإسلامي إبراهيم الموسى الصلاة بأنها: (خطوة رائعة).

### مشكلة جامعة مدراس 2013
كان من المقرر أن تلقي ودود محاضرة في 29 تموز عام 2013 حول (الجنس وإعادة ضبط الأخلاق في الإسلام) في جامعة مدراس في شيناي في الهند. ألغيت المحاضرة المقررة لأن الشرطة شكّت بمشاكل قانونية وتنظيمية محتملة في ضوء معارضة الجماعات الإسلامية لها. وكتب سيد إقبال لوزير الدولة في الهند توهيد جماد أن ودود تأتي بدعم من حكومة الولايات المتحدة وتقدم ما يسمى بالرؤى التقدمية التي تعارض المبادئ الأساسية للإسلام، وأنه سيقوم بتنظيم وقفة احتجاجية أمام قاعة المحاضرة إذا سُمِحَ لودود بالتحدث.

## الجوائز
تلقت ودود جائزة الديمقراطية الدنماركية في عام 2007.

## الحياة الشخصية
أمينة ودود لديها خمسة أطفال وثلاثة أحفاد. تعيش في أوكلاند في ولاية كاليفورنيا الأمريكية.

## الظهور في وسائل الإعلام
كانت ودود مستشارًا في الفيلم الوثائقي (محمد: إرث النبي) في عام 2002 والذي أنتجته مؤسسة إنتاج الوحدة وتم بثّه على محطة الشبكة التلفزيونية الأمريكية (PBC).
أُجريت مقابلة مع ودود في إذاعة (WNYC) في 14 تموز عام 2006 لمناقشة كتابها (الجهاد بحسب الجنس). وردّت على الأسئلة والتعليقات حول الأنشطة الأخرى بما في ذلك قضية اختلاط النساء والرجال في صلاة يوم الجمعة.
كانت وداد موضوع فيلم وثائقي للمخرج الإيراني الهولندي إيلي سفاري في عام 2007 بعنوان (النضال النبيل لأمينة ودود).